# 대한민국의 장로 목록
대한민국의 장로 목록은 대한민국에서 잘 알려진 기독교 장로들의 목록이다. 초기 한국교회가 시작될때 교회의 중요한 직책을 맡은자로서 설교, 치리, 심방등 교회의 행정의 전반적일 사역을 감당하였다. 대표적인 인물로 조만식, 장기려, 박형만, 김영삼, 손봉호, 이명박과 같은 인물들이다.

## 19세기부터 2025년대까지
| - 김규식 - 조만식 - 이승훈 - 박현숙 - 박승봉 - 박관준 - 이승만 - 조덕삼 - 김용기 - 장기려 - 박형만 - 김영삼 - 손봉호 - 이명박 - 이만열 - 박목월 - 박두진 - 계원식 - 조덕삼 - 강우정 김선량 현신규 어윤희 박성춘 고찬익 권중 류기택 최병호 우호익 윤영춘 이덕봉 서병호 방기전 이윤의 김말봉 우덕순 이명룡 이원긍 홍순흥 심능양 문재연 이경선 조용석 유계준 신태식 이대위 박봉래 김재호 김준기 유석준 안백선 김응록 이용설 김금환 - 대한민국의 목회자 목록 - 개혁신학자 |